# 코엘레 시리아

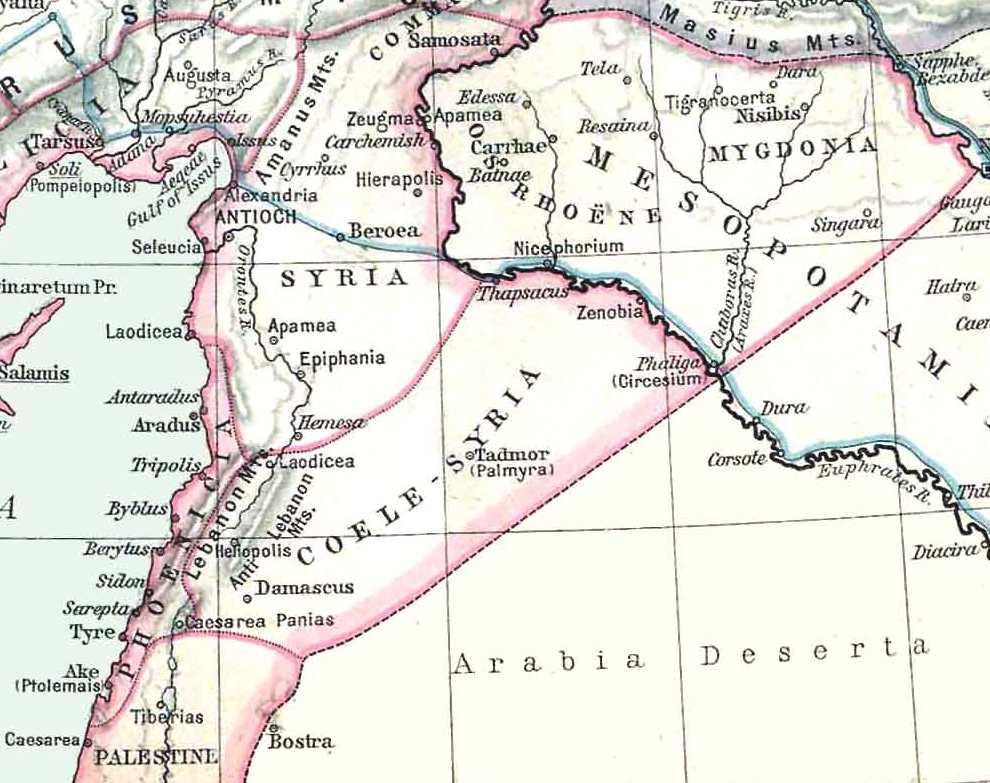
코울레 시리아

코엘레 시리아(Coele-Syria, 고대 그리스어: Κοίλη Συρία, 라틴어: Syria coele)는 시리아 지방 남부 지방명이다. 그리스어로 ‘움푹파인 시리아’('hollow' Syria)를 의미한다. 더 엄밀히 말하면, 코엘레 시리아는 레바논산맥과 안티레바논산맥에 둘러싸인 베카 계곡(현재 레바논 동부)을 가리키지만, 시리아 지방 중 유프라테스강 남쪽 지역 전체(페니키아와 유다 지방을 포함한 현재 시리아 남부와 요르단 왕국, 레바논, 이스라엘, 팔레스타인)를 가리키기도 한다. 이러한 의미에서의 코엘레 시리아는 헬레니즘 시대, 셀레우코스 왕조 시리아와 프톨레마이오스 왕조의 이집트와 분쟁 지역이기도 했다.

## 개요
이 지역은 예전부터 동쪽의 메소포타미아와 페르시아의 세력과 남쪽의 이집트 세력이 다투는 땅이었다. 알렉산더 대왕은 기원전 333년에서 기원전 332년 사이 아케메네스 왕조 등 시리아를 빼앗아 이집트로 들어갔다. 알렉산더 대왕 사후 그의 후계자(디아도코이) 사이에서 디아도코이 전쟁이 일어 마케도니아 본국, 이집트, 메소포타미아 사이에 있는 이 땅은 많은 전투의 무대가 되었다.
기원전 320년 알렉산더 대왕의 부하로 이집트에 배치되어 있던 장군 프톨레마이오스가 먼저 시리아 사트라프(태수) 라오메돈을 끌어 내리고 코엘레 시리아를 포함한 시리아 전역을 점령했다. 기원전 315년에 디아도코이 중 하나인 외눈박이 안티고노스가 소아시아에서 동쪽으로 영토를 확장하자 프톨레마이오스는 반 안티고노스의 동맹에 가담했지만, 코엘레 시리아에서 철수했다. 기원전 312년 이집트로 탈출했던 디아도코이 중 하나인 셀레우코스와 프톨레마이오스 연합군이 시리아를 침공하여 〈가자 전투〉에서 안티고노스의 아들 데메트리오스를 물리치며 프톨레마이오스가 다시 코엘레 시리아를 손에 넣었다. 그러나 데메트리오스는 부하의 반란을 물리치고, 전열을 재정비하였지만, 또 데메트리오스가 패배를 당하자 안티고노스가 스스로 시리아에 들어가자 프톨레마이오스는 몇 개월 후에 코엘레 시리아에서 철수한다. 그러나 이 몇 달 동안 셀레우코스는 바빌론으로 돌아갈 수 있었고, 셀레우코스는 생명을 이어갈 수 있게 되었다.
기원전 302년, 디아도코이 중 가장 유력한 세력이 된 안티고노스를 포위하는 동맹이 결성되었다. 프톨레마이오스도 여기에 참여해 코엘레 시리아 군을 이끌었지만, 안티고노스가 전투에 승리했다는 허위 보도를 듣고 또 철수를 했다. 기원전 301년, 소아시아의 프리기아에서 〈입수스 전투〉에서 셀레우코스와 리시마코스의 연합군이 안티고노스 군을 괴멸시키고, 안티고노스가 전사하면서 프톨레마이오스는 다시 코엘레 시리아를 점령했다. 입수스 전투의 승자 사이에서는 코엘레 시리아는 승리에 기여하지 않았던 프톨레마이오스가 아닌 셀레우코스에 할당하게 되어 있었다. 그러나 셀레우코스는 코엘레 시리아와 시비를 일으키려 하지 않았고 프톨레마이오스에 의한 점령을 묵인했다. (프톨레마이오스의 도움으로 바빌론으로 피신할 수 있었다는 것을 잊지 않았기 때문이라고 추측되고 있다)

## 시리아 전쟁
그러나 셀레우코스의 후계자인 셀레우코스 왕조의 왕들은 이러한 사정을 염두에 두지 않았다. 결국 기원전 274년부터 기원전 168년까지 프톨레마이오스 왕조와 셀레우코스 왕조 사이에서 6차에 걸친 시리아 전쟁이 발발하게 된다.
- 제1차 시리아 전쟁(기원전 274년 - 기원전 271년)
- 제2차 시리아 전쟁(기원전 260년 - 기원전 253년)
- 제3차 시리아 전쟁(기원전 246년 - 기원전 241년)
- 제4차 시리아 전쟁(기원전 219년 - 기원전 217년) - 라피아 전투
- 제5차 시리아 전쟁(기원전 202년 - 기원전 195년)
- 제6차 시리아 전쟁(기원전 170년 - 기원전 168년)

헬레니즘 시대에는 셀레우코스 왕조 등에 의해 그리스식 도시(폴리스)가 코엘레 시리아에 다수 건설되었다. 그 중에서도 유명한 것은 데카폴리스라고 불리는 다마스커스에서 요르단강 동쪽에 이르기 도시 군이다. 이러한 그리스식 도시는 헬레니즘 문화가 번성했고, 그리스어를 말했던 이 지역 주민 대다수는 아람어 등을 말했던 나바테아인, 아람인, 유대인 등 셈족이었다.

## 로마 속주
로마 제국 시대 시리아 지방 남부는 시리아 속주, 아라비아 속주, 유데아가 만들어졌다. 2세기 말에 반란(로마 내전)이 일어나면서 이 반란에 가담한 시리아 속주는 193년에 남북으로 분할되어 북쪽은 시리아 포이니케(Syria Phoenice), 남쪽은 시리아 코엘라(Syria Coele)가 되었다.

## 같이 보기
- 시리아 속주
- 헤로데 왕국
- 유다이아 속주